# Raphaël Bienvenu Sabatier

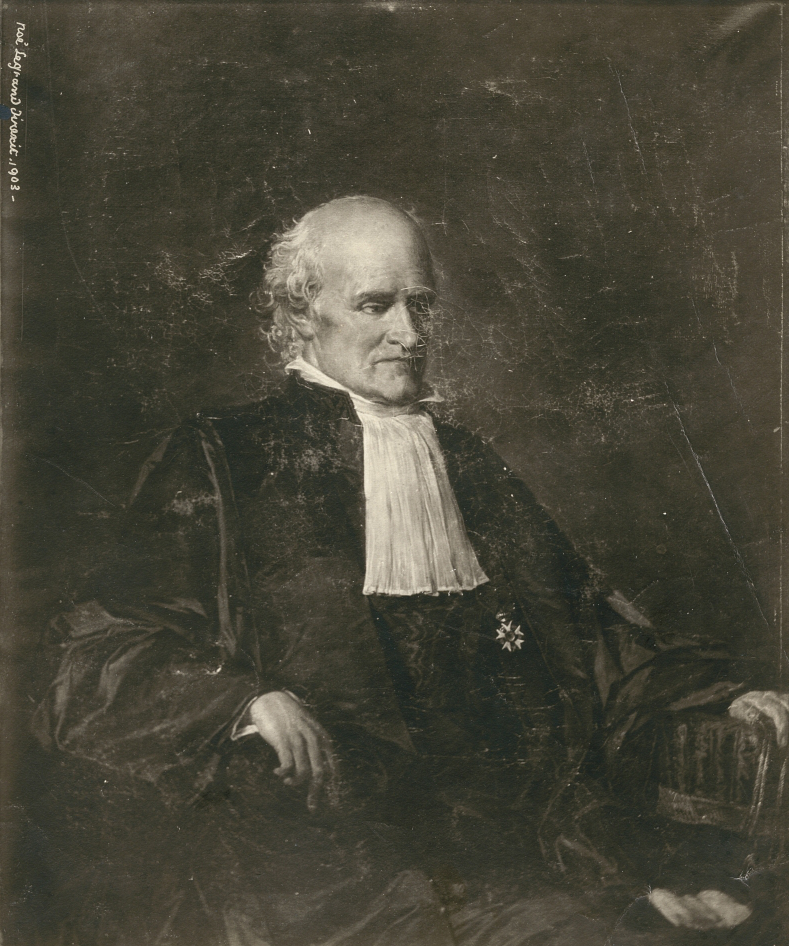
Raphaël Bienvenu Sabatier, um 1804

Raphaël Bienvenu Sabatier (* 11. Oktober 1732 in Paris; † 19. Juli 1811 ebenda) war ein französischer Anatom und Chirurg.

## Leben
Raphael Sabatier, Sohn des Chirurgen Pierre Sabatier, hatte schon früh einen neugierigen Drang entwickelt, sich die Welt zu erschließen. Bereits mit dreizehn Jahren hatte er sich dazu entschlossen, die Gelehrtensprachen jener Zeit zu erlernen. 1745 hatte er eine Abhandlung auf die Genesung Ludwig des XV entworfen, mit der er einen Preis am College des Quatre Nations gewann. Nebenher hatte er seine Ausbildung in den philosophischen Wissenschaften der Physik, Geometrie, Musik und des Zeichnens weiterentwickelt. So konnte er sich in seiner Heimatstadt bereits mit siebzehn Jahren den akademischen Grad eines Magisters der Philosophie erwerben und nachfolgend ein Studium der Chirurgie in Angriff nehmen.
Er hatte die Ausführungen von Jean-Louis Petit und César Verdier verfolgt, war Eleve am Hôpital de la Charité geworden und sorgte dafür, dass die Mönche in Paris keine Operationen mehr durchführen konnten. Nachdem er mit der Dissertation „de bronchotomia“ am 20. Mai 1752 zum Doktor der Medizin promoviert worden war, ernannte man ihn bereits mit zwanzig Jahren zum Mitglied der Akademie der Chirurgie. Als solcher hielt er bereits einige Zeit später Vorlesungen über die Anatomie lebender Tiere. 1757 wurde er als Nachfolger von Balleul Professor der Anatomie am königlichen Chirurgenkollegium von Saint Côme (französisch Confrérie de Saint-Côme et de Saint-Damien).
Nach der Bekanntschaft mit Jean François Clément Morand war er 1759 erst Adjunkt und 1773 Oberwundarzt am Hôtel des Invalides. Im selben Jahr wurde er Mitglied der Académie des sciences und hielt Vorlesungen zur Anatomie.  Bereits während der Revolution hatte er die Inspektion der Hospitäler der Armee übernommen und wurde 1804 zu einem der Chirurgen Napoleons (chirurgien consultant de l’Empereur) ernannt. Aus seiner Sicht stürzte die französische Revolution von 1792 alles um, „vom Thron des Königs von Frankreich bis zum bescheidenen Lehrstuhl und der Bank des Studenten“. Für seine Verdienste wurde er mit dem Orden der Ehrenlegion ausgezeichnet. Seit ihrer Gründung im Jahr 1795 war Sabatier Mitglied des Institut de France.

## Wirken
Sabatier war zu seiner Zeit ein berühmter Chirurg, der einen wichtigen Beitrag zur Entwicklung der Urologie und deren Anerkennung als eigene  medizinische Disziplin leistete. Zudem hinterließ er eine beträchtliche Reihe von Abhandlungen, so unter anderem für die Académie des sciences. In diesen behandelte er die ungleiche Kapazität des Herzens und der Lungengefäße, die Zirkulation beim Fötus, die Lage des Herzens, der Lungen und der großen Gefäße, die Struktur des Gehirns und seiner Hüllen, die Bewegungen des Thorax und die Aktion der Intercostalmuskeln, über Tollwut, Querbruch des Schlüsselbeines und so weiter. In den Memoires de l’Acad. royal de chirurgie finden sich von ihm Mitteilungen über einen Fall von Extrauterinschwangerschaft, über Magenhernie, über Lageveränderungen des Uterus und der Vagina, über Schenkelhalsbruch, widernatürlichen After und viele andere Themen.
Die Memoires de l’Institut enthalten wertvolle Aufsätze Sabatiers über die Anwendung des Opium in großen Dosen beim Tetanus traumaticus, über Frakturen des Sternum, über Steinschnitt mit dem Lithotome caché des Jacques Baulot (1651–1719), über die Veränderungen der Zirkulation beim Fötus, über Resektion des Oberarmkopfes u. s. w. Sein Hauptwerk ist ein Handbuch der Anatomie, das unter dem Titel De la médecine opératoire 1796 in drei Bänden erschien und mehrere Auflagen erlebte. Sabatier wie sein Schüler Pierre-Joseph Desault waren die Häupter miteinander rivalisierender französischer Chirurgenschulen. Sabatier, sich dabei auf seine berühmten Vorgänger Petit, Antoine Louis und Morand stützend, versuchte deren Lehren weiterzuentwickeln und war Neuerungen gegenüber wenig aufgeschlossen. Während Desault Stück für Stück das alte Gebäude einreißend, es auf neuen Grundlagen wieder zu erbauen bestrebt war und sich dadurch eine Menge von Widersachern schuf.

## Schriften
- Traité d‘ anatomie. 3 Bände. Paris 1764.
- Mémoire sur les nerfs de la dixième paire. 1776.
- Mémoire sur quelques particularitiés de la structure du cerveau et de ses enveloppes. 1776.
- De la médecine opératoire, ou des opérations de Chirurgie qui se pratiquent le plus fréquemment. 2. Auflage. Paris, Didot le Jeune, 1796, 3 Bände, 1822–1824, 4 Bände, in Deutsch 1797–1799 3 Bände, 3. Auflage. 4 Bände, Paris 1822–1824.
- Traité complet d’anatomie, ou, Description de toutes les parties du corps humain. Théophile Barrois le Jeune, 1798.